# ウィンディー (曲)
「ウィンディー」(Windy) は、ルーサン・フリードマンが書き、ジ・アソシエイションが吹き込んだポップ・ミュージックの楽曲。1967年6月8日にリリースされたアルバム『ウィンディ (Insight Out)』からの先行シングルとして5月1日に発売され、7月に Billboard Hot 100 の首位に立った。アメリカ合衆国以外では、オーストラリアで34位、ユーゴスラビアで3位に達した。同年後半に出た、ジャズ・ギタリストのウェス・モンゴメリーによるインストゥルメンタル演奏のバージョンは、翌年1月にHot 100 の10位まで上昇してモンゴメリーにとって最大のヒット曲となった。

## 概要
ザ・ビーチ・ボーイズの1964年の曲「ウェンディ (Wendy)」と紛らわしいが、「ウィンディー」は、1966年の曲「チェリッシュ」に続いてジ・アソシエイションが全米1位に送り込んだ2曲目のヒット作であった。『ビルボード』誌は、1967年の年間チャート (Billboard Year-End Hot 100 singles of 1967) において、この曲を4位とした。リード・ボーカルは、ラス・ギグアー (Russ Giguere) とラリー・ラモスがユニゾンで歌っている。ラモスによれば、ルーサン・フリードマンは最初ある男性についての曲としてこの曲を書いたが、ジ・アソシエイションのメンバーたちが、歌詞を改作して女性についての曲にしたのだという。
ドラムスは、セッション・ミュージシャンのハル・ブレインが演奏した。

## チャート
| チャート（1967年）                        | 最高位 |
| ----------------------------------------- | ------ |
| カナダ RPM Top Singles                    | 1      |
| ニュージーランド Listener                 | 6      |
| 南アフリカ共和国 スプリングボック         | 14     |
| アメリカ合衆国 ビルボード Hot 100         | 1      |
| アメリカ合衆国 キャッシュボックス Top 100 | 1      |

| チャート（1967年）                | 順位 |
| --------------------------------- | ---- |
| カナダ RPM Top Singles            | 11   |
| アメリカ合衆国 ビルボード Hot 100 | 4    |
| アメリカ合衆国 キャッシュボックス | 7    |

| チャート（1958年-2018年）         | 順位 |
| --------------------------------- | ---- |
| アメリカ合衆国 ビルボード Hot 100 | 393  |

## カバー
- ウェス・モンゴメリーは、1967年のアルバム『ア・デイ・イン・ザ・ライフ (A Day in the Life)』にこの曲のカバーを収録した[20]。
- アストラッド・ジルベルトは、1968年のアルバム『ウィンディ (Windy)』にこの曲のカバーを収録した[21]。
- アンディ・ウィリアムスは、1968年のアルバム『アンディ、スカボロー・フェアを歌う (Honey)』にこの曲のカバーを収録した[22]。
- バリー・マニロウとジ・アソシエイションは、2006年のアルバム『ザ・グレイテスト・ソングス・オブ・ザ・ シックスティーズ (The Greatest Songs of the Sixties)』に、「チェリッシュ」とのメドレーの形で、この曲のカバーを収録した[23]。